# Affaire Laurent Bary
 (mai 2018).
Pour les articles homonymes, voir Bary.
L'affaire Laurent Bary est une affaire criminelle française dans laquelle Valérie Bary, âgée de 38 ans, a été tuée le 26 mars 2004 chez elle dans le hameau de Laneau, sur la commune d'Arconcey, en Côte-d'Or par son mari Laurent.

## Biographies
Laurent Bary est un ancien parachutiste devenu agriculteur.
Il rencontre Valérie Bary qui est aide-soignante lorsqu'il travaille a l'hôpital en tant qu'ambulancier.

## Faits et enquête
Le 26 mars 2004, en fin de matinée, dans sa ferme du hameau de Laneau à Arconcey, Laurent Bary téléphone aux pompiers de Dijon.
Il hurle et déclare paniqué qu'il vient de trouver son épouse, Valérie, étendue sur le sol dans une mare de sang dans leur maison.
Elle a été poignardée à treize reprises.
Les gendarmes enquêteurs établissent que ce n'est pas un cambriolage ayant mal tourné, le montant dérobé étant très faible. La piste crapuleuse est vite abandonnée.
Laurent Bary est soupçonné d'avoir assassiné son épouse. Il clame qu'il est innocent.

## Procès et condamnations
En octobre 2009, le procès de Laurent Bary débute à la cour d'assises de la Côte-d'Or à Dijon. La défense de Laurent Bary est assurée par Régine de la Morinerie.
Le 23 octobre 2009, il est condamné à 20 ans de réclusion. Il fait appel de cette décision.
En novembre 2010, le procès en appel de Laurent Bary débute à la cour d'assises du Doubs à Besançon. Sa peine est confirmée. Depuis, sa défense est assurée par Sylvie Noachovitch.
Laurent Bary s'est pourvu en cassation, pourvoi rejeté en 2012.

## Documentaires télévisés
- « Affaire Bary : l'heure du crime » le 30 mai 2012 dans Enquêtes criminelles : le magazine des faits divers sur W9.
- « L'affaire Laurent Bary : coupable idéal ou tueur de sang-froid ? » (premier reportage) le 18 février 2017 dans Chroniques criminelles sur NT1.
- « Mystérieux meurtre à la ferme » le 30 novembre 2017 dans Indices sur Numéro 23.
- « Laurent Bary, la femme du volailler » le 29 avril 2018 dans Faites entrer l'accusé présenté par Frédérique Lantieri sur France 2.
- « L'étrange angoisse de Valérie Bary » dans Les cicatrices de la justice sur Planète+Crime+Investigation.